# Пирс, Эрик
Эрик Роберт Пирс (англ. Eric Robert Pearce, 29 октября 1931, Джабалпур, Британская Индия) — австралийский хоккеист (хоккей на траве), нападающий. Серебряный призёр летних Олимпийских игр 1968 года, бронзовый призёр летних Олимпийских игр 1964 года.

## Биография
Эрик Пирс родился 29 октября 1931 года в индийском городе Джабалпур.
Провёл детство в Британской Индии, где научился играть в хоккей на траве.  В 1947 году после получения ею независимости и разделения государства его отец Сек вместе с братьями Секом и Мелом перебрались в Австралию и поселились в Перте. В 1948 году вслед за ними переехала мать Глэдис, Эрик и ещё два его брата Джулиан и Гордон.
Играл в хоккей на траве за Западную Австралию в течение 19 лет. В её составе семь раз выигрывал чемпионат Австралии.
В 1956 году вошёл в состав сборной Австралии по хоккею на траве на Олимпийских играх в Мельбурне, занявшей 5-е место. Играл на позиции нападающего, провёл 7 матчей, забил 5 мячей (два в ворота сборной Малайи, по одному — Кении, Великобритании и Сингапуру).
В 1960 году вошёл в состав сборной Австралии по хоккею на траве на Олимпийских играх в Риме, занявшей 6-е место. Играл на позиции нападающего, провёл 8 матчей, забил 6 мячей (пять в ворота сборной Японии, один — Польше).
В 1964 году вошёл в состав сборной Австралии по хоккею на траве на Олимпийских играх в Токио и завоевал бронзовую медаль. Играл на позиции нападающего, провёл 8 матчей, забил 6 мячей (по два ворота сборных Зимбабве и Испании, по одному — Великобритании и Новой Зеландии).
В 1968 году вошёл в состав сборной Австралии по хоккею на траве на Олимпийских играх в Мехико и завоевал серебряную медаль. Играл на позиции нападающего, провёл 4 матча, мячей не забивал. Был знаменосцем сборной Австралии на церемонии закрытия Олимпиады.
Считается одним из лучших игроков в истории австралийского хоккея на траве.

## Семья
Все братья Эрика Пирса — Джулиан, Гордон, Мел и Сек — также играли за сборную Австралии по хоккею на траве. Мел Пирс (1928—2011) выступал на летних Олимпийских играх 1956 года. Гордон Пирс (род. 1934) — на летних Олимпийских играх 1956, 1960 и 1968 годов. Джулиан Пирс (род. 1937) — на летних Олимпийских играх 1960, 1964 и 1968 годов. 
Дочь Мела Пирса Колин Пирс (род. 1961) играла за женскую сборную Австралии по хоккею на траве. В 1983 году выиграла бронзовую медаль чемпионата мира, участвовала в летних Олимпийских играх 1984 года.

## Увековечение
10 декабря 1985 года введён в Зал славы спорта Австралии в Мельбурне.
В 1986 году введён в Зал чемпионов Западной Австралии по хоккею на траве.